# Левин-Фридрих фон Бисмарк
Левин-Фридрих Кристоф Август фон Бисмарк (на немски: Levin-Friedrich Christoph August von Bismarck; * 3 октомври 1703 в Кревезе, днес част от Остербург в Алтмарк; † 15 октомври 1774 в Брист, част от Тангерхюте в Саксония-Анхалт) е благородник от род фон Бисмарк, пруски министър на правосъдието и президент на Пруския камерен съд в Берлин.
Той е син на Кристоф Георг фон Бисмарк (1667 – 1730) и съпругата му Анна Елизабет фон Кате (1670 – 1714), дъщеря на Мориц Ханс фон Кате (1633 – 1684) и Доротея Катарина фон Вицлебен (1639 – 1671). Внук е на Левин-Фридрих фон Бисмарк (1623 – 1696) и Емеренция фон Ягов (1633 – 1699). Брат е на Ханс Кристоф фон Бисмарк (1704 – 1773) и на Георг Ахац фон Бисмарк (* пр. 1714).
Бисмарк първо е камера-съд съветник и по-късно главен съветник. През 1738 г. той става вице-канцлер и 1740 г. канцлер на управлението в Ноймарк.
Бисмарк става на 20 декември 1746 г. пруски министър на правосъдието и 1748 г. също президент на камерния съд. Той въвежда важни съдебни и законови реформи. През 1764 г. той се пенсионира заради болест на очите и напълно ослепява през 1771 г. и поделя собствеността си между двамата си сина Ахац и Георг.
Левин Фридрих фон Бисмарк умира на 71 години на 15 октомври 1774 г. в Брист, днес част от Тангерхюте в Саксония-Анхалт.

## Фамилия
Левин Фридрих фон Бисмарк се жени на 15 февруари 1735 г. в Берлин за София Амалия фон дер Шуленбург (* 23 ноември 1717, Щраусфурт; † 15 декември 1782, Брист), дъщеря на пруския генерал-лейтенант на кавалерията Ахац фон дер Шуленбург (1669 – 1731) и София Магдалена фон Мюнхаузен (1688 – 1763). Те имат децата:
- Ахац Кристоф (* 24 февруари 1737; † 20 март 1796), женен I. за София Фридерика фон Залдерн (* 7 август 1754; † 1776), дъщеря на генерал-майор Вилхелм фон Залдерн (1702 – 1758), II. 1783 г. за Албертина Амалия фон Капхенгст (* 9 февруари 1750; † 13 август 1806)
- Хайнрих Фридрих (1740 – 1745)
- Георг Вилхелм фон Бисмарк (* 26 септември 1741, Кюстрин; † 4 декември 1808, Щендал), пруски военен съветник, женен на 3 май 1770 г. в Калбе ан дер Милде за Елеонора фон Алвенслебен (* 14 март 1742, Калбе; † 22 октомври 1805, Брист), дъщеря на Йохан Фридрих фон Алвенслебен (1698 – 1752) и Вилхелмина Ернестина Луиза фон Ерлах (1722 – 1756) (родители на Левин Фридрих фон Бисмарк)
- Фридрих IV (* 2 септември 1747; † 8 юли 1767)
- Август Вилхелм фон Бисмарк (** 7 юли 1750, Берлин; † 3 февруари 1783), пруски финансов министър 1782
- Магдалена Шарлота фон Бисмарк (* 7 юни 1743, Кюстрин; † 1801/1802, Щрезау), омъжена I. на 25 април 1765 г. за Томас Гюнтер фон Ягов, II. на 1 октомври 1778 г. за Георг Ото Фридрих фон Ягов (* 29 декември 1742, Щетин; † 27 февруари 1810, Берлин), син на Буркхард фон Ягов и Амалия София фон Рамел
- Луиза Елеонора фон Бисмарк (* 20 юли 1743; † 31 януари 1803, Берлин), омъжена на 4 септември 1764 г. за граф Александер Фридрих Кристоф фон дер Шуленбург (* 5 август 1720, Шрике; † 19 септември 1801, Ангерн), син на Хайнрих Хартвиг фон дер Шуленбург (1677 – 1734) и Катарина София фон Тресков (1688 – 1742); (родители на юриста Фридрих фон дер Шуленбург)